# 安承珉
安 承珉（アン・スンミン、1991年6月21日 - ）は、韓国出身の元プロ野球選手。ポジションは投手。

## 経歴
高校1年生のころから、球団スカウトから目をつけられていた。
国際大会に選出されるなど活躍が目立ち、2009年の鳳凰大旗全国高校野球大会で自身の好投もあり、弱小とも言われた公州高等学校は8強まで進んだ。
高い制球力を武器にする投手として、上位指名が予想されたが下位指名で、会見で思わず泣いたことも有名。
2010年4月9日のロッテ・ジャイアンツ戦でプロ初登板するも1イニング3失点とプロの洗礼を浴びることに。4月13日SKワイバーンズ戦に2度目の中継ぎとして登板。無失点に抑え、その直後にチームが逆転勝利を収め、プロ初勝利を手にする。8月17日ロッテ戦に先発登板。6回2失点と好投し先発勝利を挙げる。
2011年は年間を通して先発ローテーションを守り、自身初の規定投球回数に達したが、防御率は5点台後半と内容は良くなかった。
2012年はシーズン途中から抑えに起用され安定した投球を見せた。
しかし2013年は肩の故障もあり不振に終わった。
2014年4月、公益服務要員として軍へ入隊した。
2016年9月に除隊されハンファに復帰した。
2017年2月、違法のインターネットサイトで賭博行為をした嫌疑で不起訴立件され、12月に罰金400万ウォンが課せられた。
これを受けて、2018年はレギュラーシーズン開幕から30試合の出場停止処分を受け、シーズン終了後に戦力外となった。

## プレースタイル・人物
貫禄がある顔つきで高校時代はお父さん、プロに入ってからは安課長・安先生というあだ名で呼ばれている。

## 詳細情報

### 年度別投手成績
| 年 度    | 球 団    | 登 板 | 先 発 | 完 投 | 完 封 | 無 四 球 | 勝 利 | 敗 戦 | セ 丨 ブ | ホ 丨 ル ド | 勝 率 | 打 者 | 投 球 回 | 被 安 打 | 被 本 塁 打 | 与 四 球 | 敬 遠 | 与 死 球 | 奪 三 振 | 暴 投 | ボ 丨 ク | 失 点 | 自 責 点 | 防 御 率 | W H I P |
| -------- | -------- | ----- | ----- | ----- | ----- | -------- | ----- | ----- | -------- | ----------- | ----- | ----- | -------- | -------- | ----------- | -------- | ----- | -------- | -------- | ----- | -------- | ----- | -------- | -------- | ------- |
| 2010     | ハンファ | 25    | 8     | 0     | 0     | 0        | 4     | 4     | 0        | 0           | .500  | 280   | 63.0     | 80       | 10          | 15       | 0     | 2        | 28       | 2     | 0        | 43    | 38       | 5.43     | 1.51    |
| 2011     | ハンファ | 29    | 28    | 0     | 0     | 0        | 7     | 9     | 0        | 0           | .438  | 618   | 139.0    | 177      | 22          | 30       | 0     | 8        | 90       | 2     | 1        | 101   | 91       | 5.89     | 1.49    |
| 2012     | ハンファ | 62    | 4     | 0     | 0     | 0        | 3     | 7     | 16       | 5           | .300  | 305   | 72.0     | 69       | 6           | 21       | 1     | 5        | 53       | 5     | 0        | 41    | 38       | 4.75     | 1.25    |
| 2013     | ハンファ | 18    | 3     | 0     | 0     | 0        | 3     | 4     | 0        | 2           | .429  | 161   | 33.2     | 51       | 5           | 9        | 2     | 1        | 12       | 3     | 0        | 31    | 28       | 7.49     | 1.78    |
| KBO：4年 | KBO：4年 | 134   | 43    | 0     | 0     | 0        | 17    | 24    | 16       | 7           | .415  | 1364  | 307.2    | 377      | 43          | 75       | 3     | 16       | 183      | 12    | 1        | 216   | 195      | 5.70     | 1.47    |

- 太字はリーグ最高

### 背番号
- 13 （2010年 - 2014年）
- 3 （2016年）
- 61 （2017年）
- 32 （2018年）